# ولایت آکی

نقشه ژاپن در سال ۱۸۶۸ میلادی. این ولایت با رنگ تیره مشخص شده است.

ولایت آکی (به ژاپنی: 安芸国 Aki no kuni) یکی از ولایت‌ها در تقسیم‌بندی کشوری قدیم ژاپن بود.